# Patricia Morison
Patricia Morison (New York, 19 maart 1915 - Los Angeles, 20 mei 2018) was een Amerikaanse actrice en zangeres.

## Biografie
Morison begon te acteren begin jaren 30. Ze speelde eerst in onbekende westerns als I'm from Missouri (1939) en Rangers of Fortune (1940). In 1943 was ze te zien in The Song of Bernadette als Keizerin Eugenie. Grote rollen kreeg ze pas in de jaren 40, zoals in Hitler's Madman naast John Carradine en Dressed to Kill (1946) naast Basil Rathbone en Nigel Bruce. Na de jaren 40 ging ze spelen in televisieseries en theater (onder meer de musical Kiss me Kate van Cole Porter). Ze speelde ook in de film Song Without End met Dirk Bogarde als Franz Liszt. Haar laatste rol was een gastrol in Cheers in 1989.
Daarna ging ze met pensioen en ging schilderen en musicals kijken in Hollywood. Morison was nooit gehuwd.

## Beknopte filmografie
- 1943: Hitler's Madman
- 1943: The Song of Bernadette
- 1946: Dressed to Kill
- 1947: Song of the Thin Man

- Bibliothèque nationale de France: cb14208796s (data)
- Gemeinsame Normdatei: 134822773
- International Standard Name Identifier: 0000 0000 5517 6952
- Library of Congress Control Number: n81097897
- MusicBrainz: 98c9fd9a-ce43-4f33-9b20-fff75d11c302
- Nationale Bibliotheek van Israël: 987007429038005171
- Nederlandse Thesaurus van Auteursnamen: 164968636
- SNAC: w6hb17dk
- Système universitaire de documentation: 08391790X
- Virtual International Authority File: 42051629
- WorldCat: E39PBJpytGkdgWkjY9xbTXYMfq